# Aire d'attraction de Loudéac
L'aire d'attraction de Loudéac est un zonage d'étude défini par l'Insee pour caractériser l’influence de la commune de Loudéac sur les communes environnantes. Publiée en octobre 2020, elle se substitue à l'aire urbaine de Loudéac, qui comportait 8 communes dans le dernier zonage qui remontait à 2010.

## Définition
L'aire d'attraction d'une ville est composée d’un pôle, défini à partir de critères de population et d’emploi ainsi que d’une couronne constituée des communes dont au moins 15 % des actifs travaillent dans le pôle. Le pôle d’attraction constitue ainsi un point de convergence des déplacements domicile-travail,.

## Type et composition
L’aire d'attraction de Loudéac est une aire inter-départementale qui comporte 21 communes : 19 situées dans les Côtes-d'Armor et 2 dans le Morbihan (Bréhan et Rohan). 
Elle est catégorisée dans les aires de moins de 50 000 habitants.
Dans la région, la population est relativement peu concentrée dans les pôles. Ainsi, moins d’un tiers de la population y vit contre plus de la moitié au niveau national. C’est en particulier le cas pour l’aire d'attraction de Loudéac qui présente une population de 34 212 habitants en 2022, localisée dans la région et dont 28,9 % résident dans la commune-centre.
En Bretagne, la population augmente de 0,6 % par an en moyenne entre 2007 et 2017 (+ 0,5 % en France). Pour l’aire de Loudéac, elle est de 0,2 %. Le nombre d’emplois présents dans l’aire d’attraction est de 15 176.

### Carte

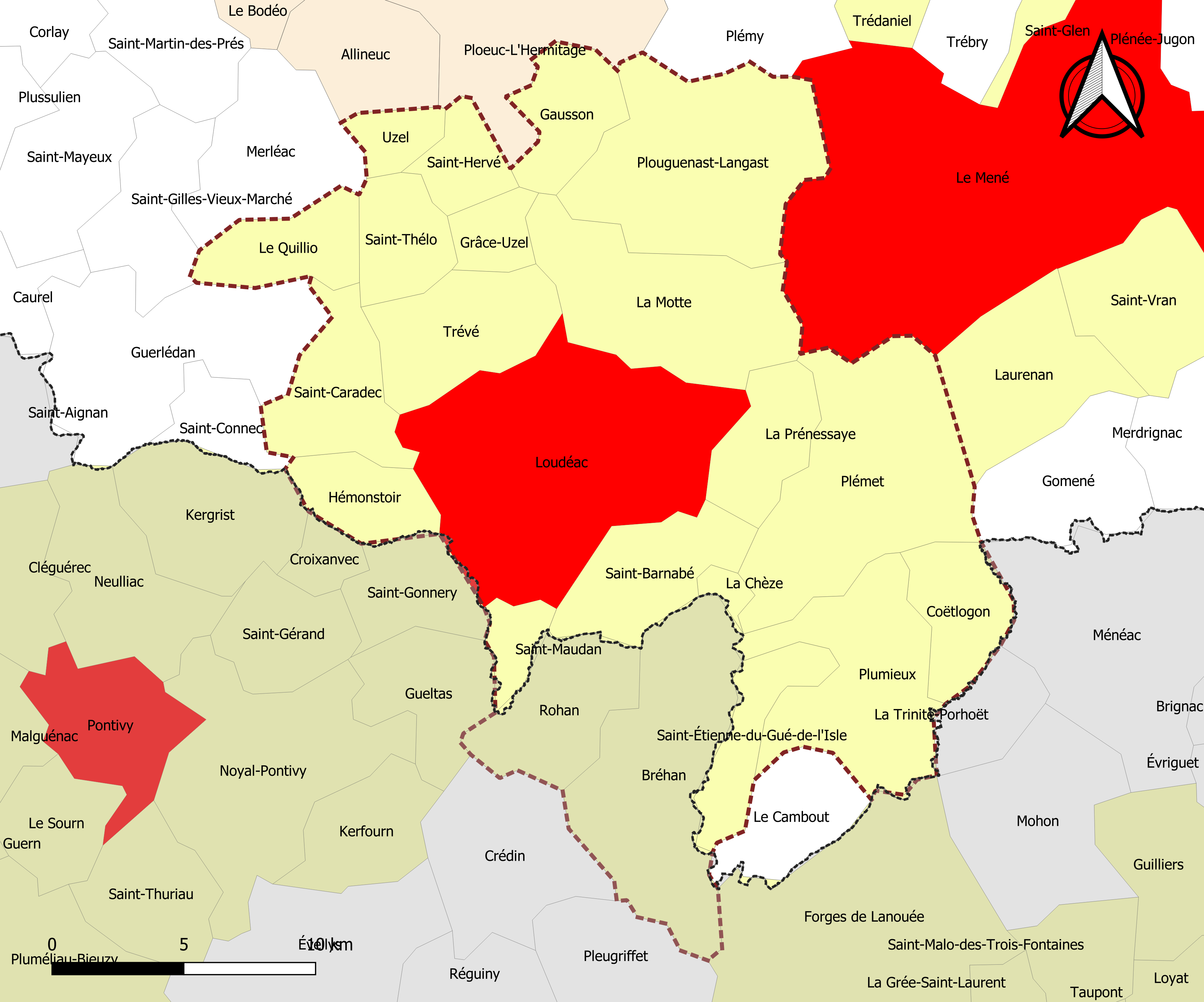
Carte de l'aire d'attraction de Loudéac.
Commune-centre
Commune de la couronne

### Composition communale
| Nom                            | Code Insee | Département   | Statut                 | Superficie (km2) | Population (dernière pop. légale) | Densité (hab./km2) | Modifier                                    |
| ------------------------------ | ---------- | ------------- | ---------------------- | ---------------- | --------------------------------- | ------------------ | ------------------------------------------- |
| Loudéac (commune-centre)       | 22136      | Côtes-d'Armor | commune-centre         | 80,24            | 9 875 (2022)                      | 123                | modifier les données · modifier les données |
| La Chèze                       | 22039      | Côtes-d'Armor | commune de la couronne | 2,53             | 572 (2022)                        | 226                | modifier les données · modifier les données |
| Gausson                        | 22060      | Côtes-d'Armor | commune de la couronne | 16,71            | 648 (2022)                        | 39                 | modifier les données · modifier les données |
| Grâce-Uzel                     | 22068      | Côtes-d'Armor | commune de la couronne | 7,95             | 429 (2022)                        | 54                 | modifier les données · modifier les données |
| Hémonstoir                     | 22075      | Côtes-d'Armor | commune de la couronne | 14,03            | 708 (2022)                        | 50                 | modifier les données · modifier les données |
| La Motte                       | 22155      | Côtes-d'Armor | commune de la couronne | 43,03            | 2 159 (2022)                      | 50                 | modifier les données · modifier les données |
| Plémet                         | 22183      | Côtes-d'Armor | commune de la couronne | 56,64            | 3 751 (2022)                      | 66                 | modifier les données · modifier les données |
| Plouguenast-Langast            | 22219      | Côtes-d'Armor | commune de la couronne | 55,57            | 2 390 (2022)                      | 43                 | modifier les données · modifier les données |
| Plumieux                       | 22241      | Côtes-d'Armor | commune de la couronne | 73,29            | 1 654 (2022)                      | 23                 | modifier les données · modifier les données |
| La Prénessaye                  | 22255      | Côtes-d'Armor | commune de la couronne | 16,97            | 870 (2022)                        | 51                 | modifier les données · modifier les données |
| Le Quillio                     | 22260      | Côtes-d'Armor | commune de la couronne | 16,16            | 591 (2022)                        | 37                 | modifier les données · modifier les données |
| Saint-Barnabé                  | 22275      | Côtes-d'Armor | commune de la couronne | 22,75            | 1 219 (2022)                      | 54                 | modifier les données · modifier les données |
| Saint-Caradec                  | 22279      | Côtes-d'Armor | commune de la couronne | 21,94            | 1 132 (2022)                      | 52                 | modifier les données · modifier les données |
| Saint-Étienne-du-Gué-de-l'Isle | 22288      | Côtes-d'Armor | commune de la couronne | 14,91            | 372 (2022)                        | 25                 | modifier les données · modifier les données |
| Saint-Hervé                    | 22300      | Côtes-d'Armor | commune de la couronne | 9,83             | 413 (2022)                        | 42                 | modifier les données · modifier les données |
| Saint-Maudan                   | 22314      | Côtes-d'Armor | commune de la couronne | 6,67             | 399 (2022)                        | 60                 | modifier les données · modifier les données |
| Saint-Thélo                    | 22330      | Côtes-d'Armor | commune de la couronne | 14,56            | 377 (2022)                        | 26                 | modifier les données · modifier les données |
| Trévé                          | 22376      | Côtes-d'Armor | commune de la couronne | 26,63            | 1 680 (2022)                      | 63                 | modifier les données · modifier les données |
| Uzel                           | 22384      | Côtes-d'Armor | commune de la couronne | 6,79             | 1 134 (2022)                      | 167                | modifier les données · modifier les données |
| Bréhan                         | 56024      | Morbihan      | commune de la couronne | 51,65            | 2 298 (2022)                      | 44                 | modifier les données · modifier les données |
| Rohan                          | 56198      | Morbihan      | commune de la couronne | 23,43            | 1 541 (2022)                      | 66                 | modifier les données · modifier les données |